# Олбани, Джо
Джо́зеф (Джо) О́лбани (англ. Joseph (Joe) Albani, 24 января 1924 — 12 января 1988) — американский джазовый пианист, один из немногих пианистов, которые играли бибоп с Чарли Паркером.

## Жизнь и карьера
Родился в Атлантик-Сити, Нью-Джерси, где учился игре на фортепьяно и, к 1943 году (на тот момент ему было 19 лет), работал в оркестре Бенни Картера. К 1946 году уже играл с Паркером и Майлзом Дэвисом. Продолжал играть несколько лет после этого, в том числе аккомпанировал Уорену Маршу при записи пластинки The Right Combination в 1957. Несмотря на это, 50-е и 60-е запомнились борьбой с героиновой зависимостью и уединённой жизнью в Европе. У него также было несколько неудачных браков в этот период. Олбани снова сел за инструмент лишь в 70-е годы и сыграл на двенадцати пластинках. Он умер в Нью-Йорке в 1988 году.

## Дискография
| Название альбома                                                 | Год издания | Лейбл               |
| ---------------------------------------------------------------- | ----------- | ------------------- |
| The Right Combination (with Warne Marsh)                         | 1957        | Riverside           |
| Joe Albany at Home                                               | 1972        | Revelation          |
| Proto Bopper                                                     | 1972        | Spotlite            |
| At Home                                                          | 1973        | Spotlite            |
| Birdtown Birds – Live at Jazzhus Montmartre                      | 1973        | Steeplechase        |
| Two’s A Company (with Niels-Henning Ørsted Pedersen)             | 1974        | Steeplechase        |
| This Is For My Friends                                           | 1976        | Musica Records      |
| Plays George Gershwin & Bruce Lane                               | 1976        | Musica Records      |
| The Albany Touch                                                 | 1977        | Seabreeze           |
| Live In Paris (with Alby Cullaz, Aldo Romano)                    | 1977        | Fresh Sound Records |
| Bird Lives                                                       | 1979        | Storyville          |
| Portrait of an Artist (George Duvivier, Charlie Persip, Al Gafa) | 1982        | Elektra             |

## Джо в культуре
В 1980 году был снят документальный фильм «Joe Albany... A Jazz Life». Его дочь, Эми Джо (AJ), написала мемуары о жизни с отцом «Low Down: Junk, Jazz, and Other Fairy Tales from Childhood». Также 19 января 2014 на фестивале «Санденс» был представлен байопик «Совсем низко» с Джоном Хоуксом в главной роли.